# Enawene nawe
Enawenê-nawê, Eneuenê mare o Salumã es un pueblo indígena que habita en la cuenca del estado brasileño de Mato Grosso. Son aproximadamente 420 personas que hablan una lengua arawak.
Su subsistencia depende de la pesca, que practican principalmente con grandes trampas de madera y cestas. También tienen pequeños cultivos de maíz y yuca y recolectan miel y frutos silvestres. No cazan, ni consumen carnes rojas.
Viven en grandes casas comunales o malocas. Están segmentados en nueve clanes, entre los cuales los padres conciertan los matrimonios, generalmente monógamos. Practican rituales de iniciación de las jóvenes, alrededor de cuyos ombligos hacen tatuajes para indicar su conversión en mujeres. El Yaokwa o Jankwá o "Banquete de los Espíritus" se lleva a cabo durante siete meses en que se realizan ceremonias al amanecer. Durante la estación de pesca, los hombres viajan largas distancias y pasas varios meses pescando; ahúman el pescado para conservarlo y lo transportan en canoas. Cuando regresan son recibidos con una fiesta con bailes y flautas. Este ritual fue designado como Patrimonio Cultural Inmaterial de la Humanidad por la Unesco el 25 de noviembre de 2011, incluido en la lista del Patrimonio Cultural Inmaterial que requiere medidas urgentes de salvaguardia.
El Keteoko es la fiesta de la miel, cuando los hombres la recolectan y la esconden hasta que las mujeres empiezan a bailar. En la "Casa de las Flautas" se guardan los diferentes instrumentos musicales propios de cada clan y allí solamente pueden entrar los hombres.
Su territorio fue parcialmente demarcado en 2006, aunque un área importante para su cultura y subsistencia, el Adowina (Río Preto), no está incluida en la demarcación. El jesuita Vicente Cañas, que desempeñó un importante papel en la lucha por la demarcación, fue asesinado a comienzos de abril de 1987. Los conflictos territoriales entre los Enawene nawe y la expansión de las explotaciones de madera y la ganadería caracterizaron el proceso de demarcación.
En la actualidad, son varias las amenazas que afectan a este pueblo indígena: la expansión del cultivo de soja, incentivado por la producción de agrocombustibles y, sobre todo, la construcción de represas hidroeléctricas en el río Juruena. El estado de Mato Grosso proyecta construir 77 presas en dicho río, que transcurre por el territorio de los enawene nawe. 
Los enawene nawe realizaron diversas movilizaciones en 2007 para mostrar su oposición a tales proyectos, como el bloqueo de las vías y la retención de las personas enviadas a ejecutar los trabajos.
En 2008, un fiscal federal obtuvo una orden judicial para detener la construcción de las presas, pero el Tribunal Supremo revocó dicha orden tras un recurso presentado por Blairo Maggi, gobernador de Mato Grosso y propietario de la multinacional alimenticia Maggi, con intereses en el cultivo de soja. 
La organización en defensa de los derechos indígenas Survival International ha adoptado el caso de los enawene nawe y desde hace años encabeza una campaña internacional de presión al Gobierno de Brasil.